# Ajn al-Milh
Ajn al-Milh – miasto w Algierii, w prowincji Al-Masila. W 2018 roku liczyło 39,8 tys. mieszkańców.